# Accore (marine)

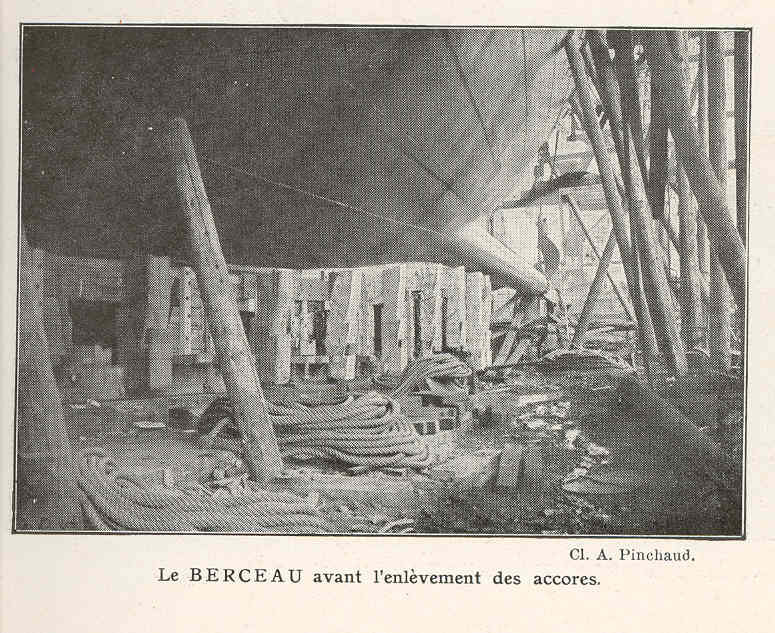
Les accores sont les étais verticaux pour maintenir le bateau en cale sèche.

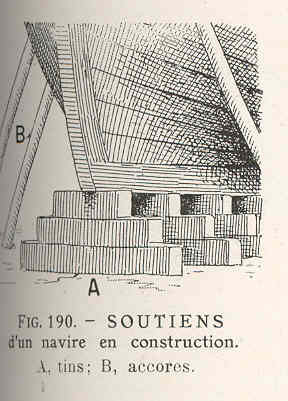
Illustration sur un ouvrage de 1913.

Un accore ou étançon est une pièce de bois qu’on dresse presque verticalement pour étayer un navire ou un objet, pour le maintenir en place lors de sa construction ou de sa réparation en cale sèche,.
Par extension, l'adjectif « accoré » désigne une côte escarpée, plongeant dans la mer presque à pic, permettant à un navire de s'en approcher,. Cet adjectif ne s'applique pas au quai d'un port.
L'étançon est également une pièce de bois posée verticalement sous une construction pour arrêter un écrasement. L’étançon ne fait que résister dans le sens vertical. Il est généralement court; lorsqu’il dépasse une longueur de deux à trois mètres, on lui donne le nom de « chandelle ».
On désignait aussi par « étançon », pendant le Moyen Âge, des potelets verticaux que les mineurs posaient sous les murailles sapées pour les empêcher de s’écrouler sur les ouvriers. Lorsqu’on voulait faire tomber les murs, on mettait le feu aux étançons.